# Johnny Tveen
Johnny Tveen Jensen (født 29. august 1974) er en tidligere dansk fodboldspiller.
Han har spillet for 7 danske klubber, og har spillet 10 kampe i Superligaen i 1998.